# HDR-синдром
HDR-синдром (англ. Barakat syndrome) — известное также как синдром Бараката — редкое клинически изменчивое генетическое заболевание, проявляющееся сочетанием гипопаратиреиоза, глухоты и дисплазии почек, вызванное дефектом гена GATA3, локализованного в коротком плече 10-й хромосомы (10р15). Ген кодирует белок, отвечающий за развитие паратиреоидных желез, внутреннего уха, почек.
Описано около 200 клинических случаев.

## Клиника
Клинически заболевание проявляется в гипокальциемии в раннем возрасте, возможным развитием судорог и тетании в периоде новорожденности. В дальнейшем эти дети страдают от низкорослости.
Глухота — сенсоневральная, особенно выраженна на высоких частотах и присутствует уже при рождении. Почечные поражения наблюдаются с различной пенетрантностью и включают почечную дисплазию, гипоплазию, аплазию и пузырно-мочеточниковый рефлюкс. Уровень
паратгормона колеблется от нижней границы нормы до неопределяемого.
Гипопаратиреиоз проявляется в 93 %, глухота в 96 %, а заболевания почек в 72 % случаев.

## Лечение
В терапии используется кальцитриол, препараты кальция и магния.